# Fukomys zechi
Fukomys zechi е вид бозайник от семейство Bathyergidae.

## Разпространение
Видът е разпространен в Гана.